# Get None
Singles de Tamar Braxton featuring Jermaine Dupri & Amil
If You Don't Wanna Love You
(2000)
Get None est une chanson de Tamar Braxton, sortie le 5 octobre 1999. La chanson est le 1er single extrait du 1er album Tamar. Elle est écrite par Jermaine Dupri et Tamar Braxton et composée par Jermaine Dupri. Elle contient les participations de Jermaine Dupri et Amil en tant qu'interprète et de Mya en tant que choriste.

## Composition
Get None est un titre R&B féministe qui parle d'une femme que l'on ne peut corrompre par des achats matérialistes comme des bijoux et autres excursions hors de prix.[réf. nécessaire]

## Performance commerciale
La chanson s'érige à la 59e place du Billboard Hot R&B/Hip-Hop Songs.

## Clip vidéo
Le clip dévoile tantôt Tamar en train de danser toute seule dans une terrasse, tantôt en train de boxer, puis à la fin en train d'aller en boite de nuit avec une amie.

## Pistes et formats
U.S. CD single
1. Get None (version album), featuring Amil and Jermaine Dupri - 3:49
2. Get None (instrumental) - 3:48
3. Get None (a cappella) - 3:47
4. Don't Cry - 5:04

U.S. vinyl
1. Get None
2. Get None (version LP)
3. Get None (version « No Rap »)
4. Get None (version instrumentale)
5. Get None (version a cappella)
6. Get None (version a cappella trash)

## Classement
| Pays (2003)                                  | Meilleure position |
| -------------------------------------------- | ------------------ |
| États-Unis (Billboard Hot R&B/Hip-Hop Songs) | 59                 |